# Cioppino
Le cioppino est un ragoût de poissons et de fruits de mer originaire de San Francisco (Californie) qui se consomme comme une soupe.

## Origine
Le cioppino a été conçu dans les années 1880, dans le quartier de Barbary Coast de North Beach, à San Francisco. Cioppino ou ciuppin est le nom ligure de la soupe de poisson et ce nom s'explique par la forte présence d'immigrants génois à San Francisco,,,. S’agissant essentiellement des « restes » de la pêche auxquels sont ajoutés quelques crabes de Dungeness, le cioppino a fini par devenir un plat de base des restaurants italiens foisonnant à San Francisco.

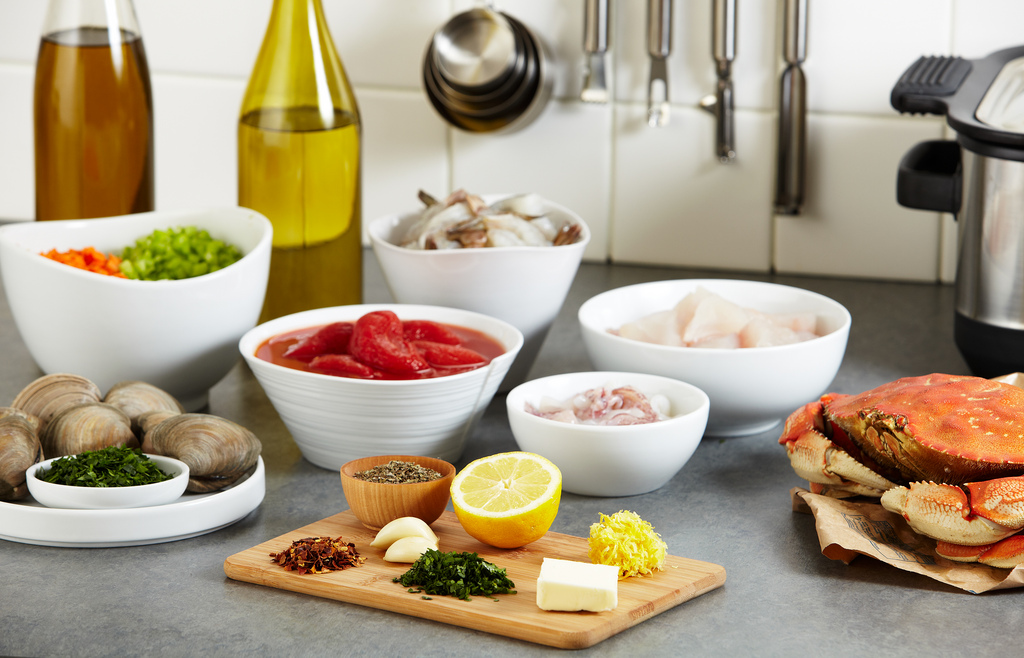
Ingrédients du cioppino.

## Ingrédients
Le cioppino est traditionnellement élaboré à partir de la prise du jour (crabes de Dungeness, palourdes, crevettes, pétoncles, calmars, moules et poissons) qui est ensuite mélangée avec des tomates fraiches dans une sauce au vin blanc. Il est servi avec du pain grillé, soit au levain ou baguette.